# تاریخ فریم

نقشه‌ای از حدود طبرستان. پریم در هفت فرسنگی جنوب ساری قابل مشاهده است.

تاریخ پریم یا تاریخ فریم به تاریخ منطقهٔ پریم در طبرستان و در جنوب ساری می‌پردازد. پریم، چندین قرن پایتخت کوهستانی اسپهبدان طبرستان محسوب می‌شده‌است. رونق این شهر بعدتر در اثر دو زلزله (در قرون ششم و هشتم) افول کرد.

## موقعیت جغرافیایی

موقعیت دهستان فریم در بخش دودانگهٔ شهرستان ساری. شهر فریم در میانهٔ این دهستان.

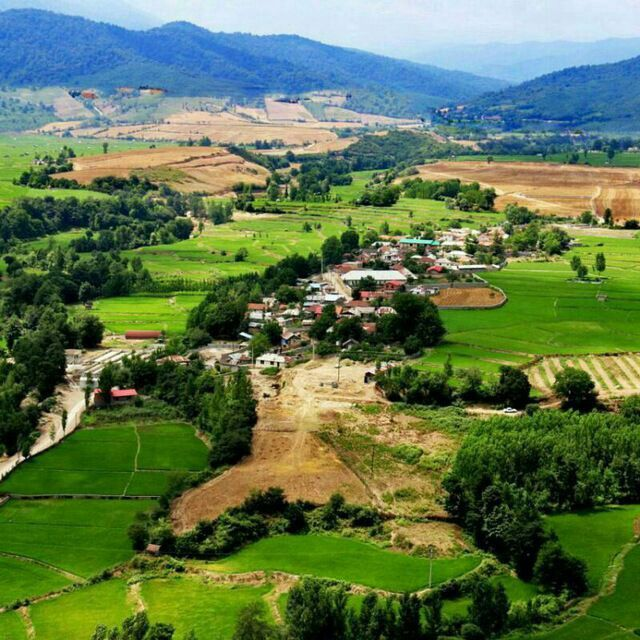
بخشی از دشت پریم.

## تاریخ

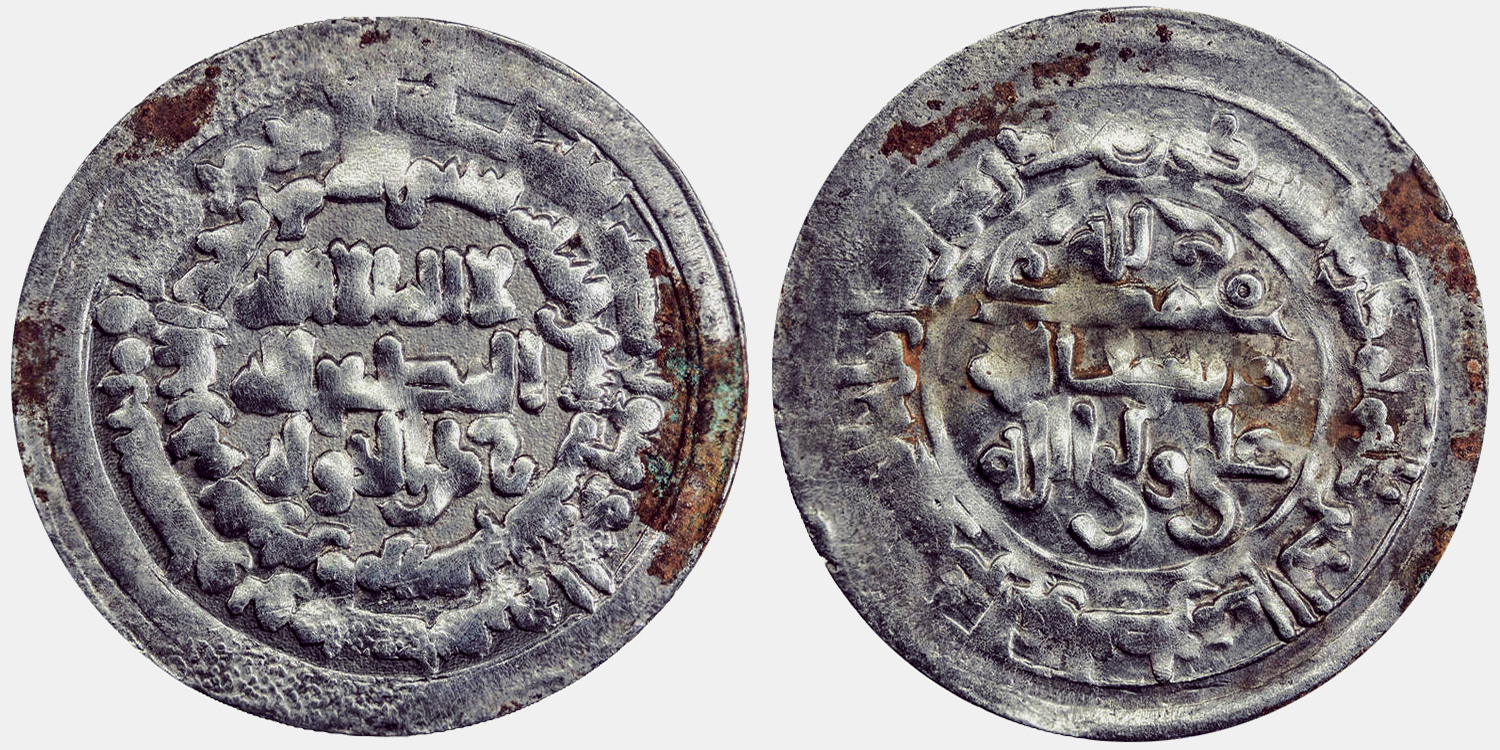
سکهٔ نقره‌ای از رستم بن شروین، ضرب‌شده در پریم، بنام رکن‌الدوله دیلمی. رستم بن شروین (۳۵۳–۳۶۹ هجری) اولین فرمانروای ایرانی است که عبارت «علی ولی‌الله» را بر سکه‌های خود ضرب کرده‌است؛ این در حالی است که آل بویه با وجود شیعه بودن، به احترام خلفای عباسی چنین کاری نمی‌کردند.

فرمانروایی مناطق کوهستانی طبرستان از زمان اسکندر مقدونی تا دورهٔ قباد ساسانی، بدست گشنسب‌شاهان بود. با از میان رفتن ساسانیان، طبرستان آماج حملات هپتالیان و اعراب قرار گرفت. در این زمان، پریم بدست قارنوندیان اداره می‌شد. قارنوندیان نیز همانند مردم طبرستان، از باو فرمان می‌بردند؛ البته ایشان سمت فرمانروایی پریم و جبال قارن را حفظ کرده‌بودند. پس از مرگ باو، پسر خردسالش سهراب به تخت نشست و پریم به پایتختی انتخاب شد. در آن دوره میدان، قصر، گرمابه و برخی بناهای دیگر در پریم ساخته شده‌بود که به‌آبادی پریم کمک کرد. در ابتدای قرن سوم هجری و درمیانهٔ درگیری میان قارنوندیان و باوندیان بر سر قدرت، مازیار، آخرین فرمانروای قارنوندی، با حمایت مأمون، خلیفه عباسی وقت، پریم و نواحی اطراف را تصرف کرد. مازیار در پریم و سایر شهرهای قلمروش مساجدی ساخت. پس از تهاجم طاهریان به طبرستان و اسارت مازیار، باوندیان که طاهریان را یاری کرده‌بودند، مجدداً پریم را تصرف کردند. مردم پریم درطی قیام حسن بن زید، با وی بیعت نکردند و تا نیمه اول قرن سوم هجری، زرتشتی باقی ماندند. این شهر در قرن چهارم همچنان پایتخت باوندیان و مرکز منطقهٔ جبال قارن بود.

## اقتصاد

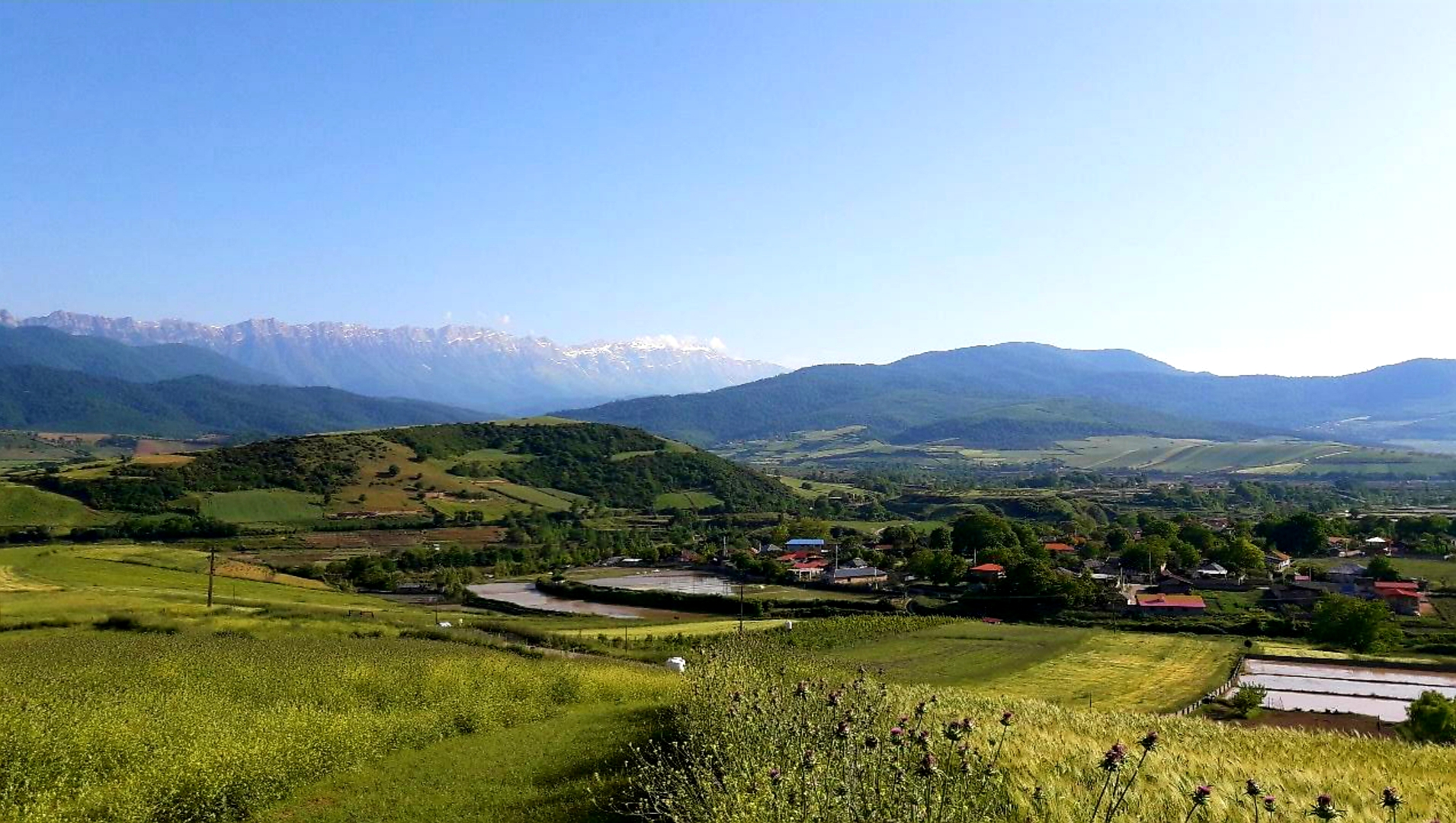
بخش دیگری از دشت فریم که هم‌اکنون روستای شلدره در آن قرار دارد.

در قرن چهارم هجری، پریم مرکزیت اقتصادی داشته و هر ۱۵ روز، بازاری پررونق در آن شهر برپا می‌شده‌است. در این قرن، ضرابخانه‌هایی نیز در آن شهر موجود بوده که سکه‌های سیمین (نقره‌ای) در آن ضرب می‌شده. به‌طور کلی، باوندیان سکه‌های زرّین را در ساری و سکه‌های سیمین را در پریم ضرب می‌کرده‌اند.

## افول
آغاز افول و زوال رونق پریم، زمانی بود که حسام‌الدوله شهریار، فرمانروای باوندی از شاخهٔ اسپهبدیه، پایتخت باوندیان را از پریم به ساری منتقل کرد؛ از آن به بعد از پریم تنها بعنوان پایگاه نظامی استفاده می‌شد. پریم درپی زلزله‌های سال‌های ۵۲۱ و ۷۰۰ هجری، که بترتیب نواحی هزارجریب و جنوب مازندران را تحت تأثیر قرار دادند، اهمیت سابق خود را به‌طور کامل از دست داد.